# Municipio de Pleasant (condado de LaPorte)
El municipio de Pleasant (en inglés: Pleasant Township) es un municipio ubicado en el condado de LaPorte en el estado estadounidense de Indiana. En el año 2010 tenía una población de 3380 habitantes y una densidad poblacional de 52,73 personas por km².

## Geografía
El municipio de Pleasant se encuentra ubicado en las coordenadas 41°34′21″N 86°39′0″O / 41.57250, -86.65000. Según la Oficina del Censo de los Estados Unidos, el municipio tiene una superficie total de 64.1 km², de la cual 63,96 km² corresponden a tierra firme y (0,22 %) 0,14 km² es agua.

## Demografía
Según el censo de 2010, había 3380 personas residiendo en el municipio de Pleasant. La densidad de población era de 52,73 hab./km². De los 3380 habitantes, el municipio de Pleasant estaba compuesto por el 94,32 % blancos, el 1,27 % eran afroamericanos, el 0,21 % eran amerindios, el 0,38 % eran asiáticos, el 1,83 % eran de otras razas y el 1,98 % eran de una mezcla de razas. Del total de la población el 5,74 % eran hispanos o latinos de cualquier raza.